# Ataenius nakpandurii
Ataenius nakpandurii är en skalbaggsart som beskrevs av S. Endrödi 1973. Ataenius nakpandurii ingår i släktet Ataenius och familjen Aphodiidae. Inga underarter finns listade.